# Kirchberg an der Pielach
Kirchberg an der Pielach là một thị xã thuộc huyện St. Pölten-Land trong bang Niederösterreich.